# Долиняк Володимир Андрійович
Володимир Андрійович Долиняк (13 лютого 1939) — український державний діяч.

## Біографія
Народився 13 лютого 1939 року в селі Захарівці Новоукраїнського району Кіровоградської області. Закінчив Знам'янське технічне училище (1958), Одеський державний університет ім. І.Мечнікова (1968), історик. Вища партійна школа при ЦК КПРС (1977), політолог.
З 1958 — розпочав трудову діяльність робітником дистанції Помічнянського відділення Одеської залізниці.
Поєднував службу на Тихоокеанському флоті з комсомольською роботою. Працював у комсомольських, партійних, радянських органах влади області.
З 1977 — перший заступник голови виконкому Кіровоградської обласної Ради народних депутатів.
З квітня 1990 — заступник голови Кіровоградської облради.
З квітня 1992 — червень 1994 — голова Кіровоградської обласної Ради.
Восени 1999 — керівник громадського штабу на підтримку кандидата в президенти України Леоніда Кучми.